# Lamponella kimba
Espèce
Lamponella kimba est une espèce d'araignées aranéomorphes de la famille des Lamponidae.

## Distribution
Cette espèce est endémique d'Australie. Elle se rencontre en Australie-Méridionale et dans le Sud de l'Australie-Occidentale.

## Description
La femelle holotype mesure 3,4 mm et le mâle 2,2 mm.

## Étymologie
Son nom d'espèce lui a été donné en référence au lieu de sa découverte, Kimba.

## Publication originale
- Platnick, 2000 : A relimitation and revision of the Australasian ground spider family Lamponidae (Araneae: Gnaphosoidea). Bulletin of the American Museum of Natural History, no 245, p. 1-330 (texte intégral).